# Poliakrilamidna gelska elektroforeza v prisotnosti natrijevega lavrilsulfata
Poliakrilamidna gelska elektroforeza v prisotnosti natrijevega lavrilsulfata (bolj znana pod okrajšavo SDS-PAGE), je separacijska metoda, s katero ločujemo proteine na osnovi mase. V splošnem je elektroforetska mobilnost (hitrost potovanja nabitega delca v električnem polju) odvisna od razmerja med nabojem in maso delca, a zaradi stohiometrične vezave lavrilsulfata na polipeptidno verigo je to razmerje pri SDS-PAGE za vse proteine enako. Elektroforetsko mobilnost proteina, ki potuje skozi zamrežen gel , tako določa le velikost proteina (tj. dolžina polipeptidne verige).Metodo pogosto uporabljamo v biokemiji, forenziki, genetiki in molekularni biologiji.

## Postopek

### Priprava vzorca
Vzorec je lahko kakršen koli material, ki vsebuje proteine, na primer prokarionske ali evkarionske celice, tkiva, virusi, vzorci iz okolja ali čisti proteini. V primeru tkiv so ta pogosto prvo razčlenjena na manjše delce, in sicer mehansko z uporabo mešalnika (za večje volumne vzorca), homogenizatorja (za manjše volumne vzorca), s sonikacijo ali s cikli visokih pritiskov. Na enak način lahko razbijemo tudi celice.
Različne celične komponente in organele tako obdelanih tkiv in celic pred izvedbo elektroforeze ločimo s kombinacijo biokemičnih in mehanskih tehnik, ki vključujejo različne tipe filtracij in centrifugiranje. 
Vzorcu za analizo dodamo natrijev lavrilsulfat (SDS), anionski detergent, ki denaturira sekundarno in terciarno strukturo proteina z izjemo disulfidnih vezi, prav tako pa proteinu prida negativen naboj, ki je sorazmeren z maso proteina. Segrevanje vzorca na najmanj 60 °C pripomore k vezavi SDS, kar povzroči denaturacijo proteina.
Vzorcu proteinov lahko dodamo tudi označevalec oziroma barvilo, ki ima večjo elektroforetsko mobilnost kot proteini, kar omogoča sledenje elektroforetski fronti med procesom njihovega potovanja v elektroforetskem gelu.  

### Priprava akrilamidnega gela
Gel je običajno sestavljen iz akrilamida, bisakrilamida, SDS in pufra z ustreznim pH. Raztopino razplinimo v vakuumu, s čimer preprečimo tvorbo zračnih mehurčkov med polimerizacijo. Reakcijo polimerizacije  sprožimo z dodatkom vira prostih radikalov in stabilizatorjev, amonijevim persulfatom in TEMED. Zaradi dodanega bisakrilamida, ki prečno poveže poliakrilamidne molekule in tako povzroči premreženje, med polimerizacjo nastane gel. Razmerje bisakrilamda in akrilamida je 1:35, vendar pa je le-to lahko tudi drugačno za različne namene. Delež akrilamida v gelu je običajno med 5 % in 25 %. Gel z nižjim deležem akrilamida je primernejši za ločevanje proteinov z visoko molekulsko maso, tisti z višjim deležem pa za ločevanje manjših proteinov. 
Polimerizacija gela poteče med dvema steklenima ploščama  v kadički, z vstavitvijo glavnika na vrhu oblikujemo žepke za nanos vzorca. Po končani reakciji polimerizacije glavnik odstranimo, tako je gel pripravljen za izvedbo elektroforeze.  

### Elektroforeza
Pri SDS-PAGE glede na naravo vzorca in namen izvedbe elektroforeze uporabimo različne pufrne sisteme. Prav tako se razlikujejo elektroforetski pufri, uporabljeni pri anodi in katodi.
V gelu se v električnem polju negativno nabiti proteini pomikajo proti pozitivno nabiti elektrodi, anodi. Potovanje proteinov v gelu je odvisno od njihove velikosti, in sicer manjši proteini potujejo hitreje, saj lažje prodirajo skozi pore gela, večji pa imajo pri tem več težav in zato potujejo počasneje. Po določenem času (običajno nekaj ur, odvisno od jakosti električne napetosti v gelu; pri večjih napetostih proteini potujejo hitreje, a je ločljivost slabša) se bodo proteini ločili glede na njihovo velikost, in sicer bojo manjši potovali dlje v gelu, večji pa bojo ostali bližje mestu nanosa. Proteine tako lahko grobo ločimo glede na njihovo velikost, torej molekulsko maso, vseeno pa lahko pri določenih glikoproteinih na SDS gelu pride do odstopanj.

### Nadaljnja obdelava
Po elektroforezi lahko gel obarvamo, običajno s Coomassie Brilliant Blue R-250 ali srebrovimi solmi, s čimer detektiramo ločene proteine, v nadaljevanju lahko izvedemo prenos western. Po barvanju ločene proteine zaznamo kot različne izrazite lise v gelu. Pogosto poleg vzorcev v ločen žepek v gelu dodamo tudi označevalce velikosti znanih molekulskih mas, saj tako kalibriramo gel, hkrati pa lahko na podlagi primerjanj prepotovanih dolžin z označevalci velikosti ocenimo molekulsko maso neznanih proteinov.
SDS-PAGE je zanesljiva in enostavna metoda, zato je običajno prva izbira pri določanju čistosti proteinov. Različni proteini se lahko različno obarvajo, kar vodi do napak pri kvantitativni detekciji. SDS-PAGE je kot preparativna tehnika prav tako lahko začetna stopnja v procesu čiščenja proteinov, kadar potrebujemo  le malo količino vzorca, ki je lahko denaturiran, npr. za določitev mase z masno spektroskopijo ali za določitev N-končnega zaporedja aminokislin z Edmanovo degradacijo.

## Kemijske komponente in njihova vloga
Poliakrilamidni gel: medij za elektroforezo. Ima  ustrezne lastnosti za izvedbo elektroforeze, je sintetičen, termostabilen, transparenten, čvrst, kemično pretežno inerten gel, v katerem lahko oblikujemo različno velike pore, kar omogoča njegovo raznovrstno uporabo. Velikost por gela določata dva dejavnika, in sicer koncentracija akrilamida in koncentracija prečnega povezovalca, bisakrilamida. Večje koncentracije akrilamida tvorijo manjše pore. Najmanjše pore dosežemo pri koncentraciji bisakrilamida 5 %; če je le tega več ali manj, se tvorijo večje pore, saj v tem primeru dobimo manj homogene povezave polimernih verig v gelu. Poliakrilamid tudi prenese visok napetostni gradient, omogoča različna barvanja in ekstrakcijo posameznih frakcij, kot suh je primeren za avtoradiografijo.

### Komponente
- Pufer: stabilizira vrednost pH v gelu in elektroforetskem pufru. Izbor pufra vpliva na elektroforetsko mobilnost protiionov in s tem na ločljivost gela. Pufer ne sme biti reaktiven in ne sme spreminjati proteinov ali z njimi reagirati. Glede na namen uporabe, lahko kot katodni in anodni pufer uporabimo različne pufre. Znotraj gela lahko uporabimo različne vrednosti pH, kot primer pri DISC-elektroforezi (glej spodaj). Pogosto uporabljamo pufre, ki vključujejo Tris, Bis-Tris ali imidazol.
- Protiioni: uravnotežijo intrinzični naboj ionov pufra in vplivajo na jakost električnega polja med elektroforezo. Ionom z visokim nabojem in mobilnostjo se pri SDS-PAGE katodnih pufrih izogibamo, lahko pa jih vključimo v gel, kjer potujejo pred proteinom. Pri DISC SDS-PAGE se znotraj gela pH razlikuje, s tem pa se spremeni povprečni naboj protiionov med potovanjem, kar izboljša resolucijo. Znani protiioni so glicin in tricin. Glicin uporabljamo kot vir zastajajočih ali počasnih ionov, saj je vrednost njegove pKa 9.69, mobilnost glicinata pa je takšna, da je optimalna mobilnost lahko določena pri vrednostih pod tisto, ki velja za najpočasnejše znane proteine neto negativnega naboja v pH območju. Najnižja vrednost pH tega območja je približno 8.
- Akrilamid (C3H5NO; Mr = 71.08 Da): V vodi raztopljen akrilamid spontano avtopolimerizira, pri čemer se molekule povežejo med seboj in tvorijo dolge posamezne polimerne verige. Prisotnost sistema, ki generira proste radikale, močno pospeši polimerizacijo. Takšna reakcija je znana kot vinilna adicija polimerizacije. Raztopina polimernih verig postane gostejša, a ne tvori gela, saj polimerne verige drsijo ena ob drugi. Za tvorbo gela potrebujemo prečne povezovalce. Akrilamid je nevrotoksin. Pomembno je, da akrilamid shranjujemo v hladnem , suhem in temnem prostoru, da preprečimo avtopolimerizacijo in hidrolizo.
- Bisakrilamid (N,N'-metilenbisakrilamid) (C7H10N2O2; Mr = 154.17 Da). Bisakrilamid je najbolj pogosto uporabljen prečni povezovalec za poliakrilamidne gele. Kemijsko ga lahko opišemo kot dve akrilamidni molekuli, ki sta z glavama povezani preko njunih ne-reaktivnih koncev. Bisakrilamid lahko med seboj prečno poveže dve poliakrilamidni verigi, kar vodi v nastanek gela.
- Natrijev dodecil sulfat (SDS) (C12H25NaO4S; Mr = 288.38 Da). SDS je močen detergent, ki ga uporabljamo za denaturacijo nativnih proteinov v razvite, posamezne polipeptide. Ko mešanico proteinov segrejemo do 100 °C v prisotnosti SDS-a, se detergent ovije okoli polipeptidne verige. Na polipeptide se veže ob konstantnem masnem razmerju 1.4 g SDS/g polipeptida. V tem procesu intrinzični naboji polipeptidov postanejo zanemarljivi v primerjavi z negativnimi naboji, ki jih prispeva SDS. Po taki obdelavi polipeptidi postanejo iztegnjene strukture z uniformno gostoto naboja, ki je enaka skupnemu negativnemu naboju na enoto dolžine. Elektroforetske mobilnosti teh proteinov torej predstavljajo linearno funkcijo logaritmov njihovih molekulskih mas.

Brez dodatka SDS bi različni proteini s podobnimi molekulskimi masami potovali različno zaradi razlik v razmerjih masa-naboj, saj ima vsak protein svojo izoelektrično točko in molekulsko maso, ki je značilna za njihovo primarno strukturo. Ta proces poznamo kot nativna PAGE. Z dodajanjem SDS rešimo ta problem, saj se veže na proteine in jih razvije, kar omogoča uniformen negativen naboj tekom cele dolžine polipetida.
- Amonijev persulfat (APS) (N2H8S2O8; Mr = 228.2 Da). APS je vir prostih radikalov in ga pogosto uporabljamo kot začetni vzpodbujevalec za oblikovanje gela. Alternativni vir prostih radikalov je riboflavin, ki generira proste radikale s pomočjo foto-kemijske  reakcije.
- TEMED (N, N, N', N'-tetrametiletilendiamin) (C6H16N2; Mr = 116.21 Da). TEMED stabilizira proste radikale in izboljša polimerizacijo. Stopnja polimerizacije in lastnosti končnega gela so odvisne od koncentracij prostih radikalov. Povečana količina prostih radikalov rezultira v manjši povprečni dolžini polimerne verige, večji motnosti in manjši elastičnosti gela. Zmanjšanje količine prostih radikalov kaže obraten vpliv. Pri oblikovanju gela je potrebno uporabljati najnižje katalitične koncentracije, ki dovoljujejo polimerizacijo v razumnem časovnem obdobju. APS in TEMED značilno uporabljamo v približno ekvimolarnih koncentracijah v območju od 1 do 10 mM.

### Kemikalije za procesiranje in vizualizacijo
Naslednje kemikalije uporabljamo za procesiranje gela in vzorcev proteinov, ki jih vizualiziramo v njem:
- Barvilo za sledenje. Ker so proteini v glavnem brezbarvni, njihovega potovanja skozi gel med elektroforezo ne moremo zlahka opazovati. Zato običajno v pufer za vzorce dodajajo anionska barvila z znano elektroforetsko mobilnostjo. Pogosto tako barvilo je bromfenol modro (BPB, 3',3,5',5-tetrabromofenolsulfonftalein). Je majhna negativno nabita molekula, ki se obarva v bazičnem in nevtralnem pH ter se premika proti anodi. Ker je zelo mobilna molekula, se premika pred večino proteinov. Ko doseže anodni konec elektroforetskega medija, elektroforezo ustavimo. Lahko se šibko veže na nekatere proteine in oddaja modro barvo.
- Povečevalci gostote. Pri večini SDS-PAGE sistemov vzorce nalagamo z zgornje strani v luknjice v gelu. Da zagotovimo, da vzorci potonejo na dno gela, pufrom za vzorce dodajajo kemikalije, ki povečajo gostoto vzorca. Ti dodatki morajo biti ne-ionski in ne-reaktivni s protein, da se izognemo njihovemu vplivu na elektroforezo. Pogosta dodatka sta glicerol in saharoza.
- Coomassie Brilliant Blue R-250 (CBB) (C45H44N3NaO7S2; Mr = 852.07 Da). CBB je najbolj priljubljeno barvilo za proteine. Je anionsko barvilo, ki se nespecifično veže na proteine. Struktura CBB je v glavnem nepolarna, običajno ga uporabljamo v metanolni raztopini, zakisani z ocetno kislino. Proteini v gelu so tako fiksirani z ocetno kislino in obenem obarvani. Odvečno barvilo, ki se ujame v gel, lahko odstranimo z razbarvanjem z isto raztopino brez barvila. Proteine vidimo kot modre lise na prozornem ozadju. Ker je SDS prav tako anionski, lahko interagira s postopkom obarvanja. Zato so priporočeni veliki volumni uporabljene barvne raztopine, kar znaša vsaj desetkratni volumen gela.

## Reducirajoča SDS-PAGE
Poleg dodajanja SDS lahko proteine tudi za kratek čas segrejemo do skorajšnjega vrenja ob prisotnosti reducenta, kot sta ditiotreitol (DTT) ali 2-merkaptoetanol (beta-merkaptoetanol (BME)). Oba še dodatno denaturirata proteine z reduciranjem disulfidnih povezav, s čimer se izognemo nastanku nekaterih oblik terciarnega zvijanja proteinov in omogočimo razpad kvartarnih proteinskih struktur (oligomerne podenote). Ta proces je znan kot reducirajoča SDS-PAGE in je tudi najpogosteje uporabljen. 

## Barvanje srebrom
V 14. stoletju so tehniko barvanja s srebrom razvili za obarvanje steklenih površin. Za ta namen so ga v veliki meri uporabljali do 16. stoletja. Prva obarvanja s srebrom so omogočila nastanek barve v območju med svetlo rumeno in oranžno-rdečo barvo. Camillo Golgi je izboljšal tehniko barvanja s srebrom za študije živčnega sistema. Golgijeva metoda naključno obarva le omejeno število celic v celoti. Natančen kemijski mehanizem, ki to omogoča, je še vedno v veliki meri neznan. Barvanje s srebrom sta Kerenyi in Gallyas predstavila kot občutljivo metodo za detekcijo proteinov v gelu, kjer so dovolj že količine v sledeh. Tehniko so izboljšali za študije drugih bioloških makromolekul. Klasično barvanje s Coomassie Brilliant Blue lahko običajno zazna 50 ng-lise proteina, barvanje s srebrom pa značilno poveča občutljivost petdesetkrat. Veliko spremenljivk  lahko vpliva na intenziteto barve, prav tako ima vsak protein svoje karakteristike obarvanja. Ključni dejavniki za uspešno barvanje so tako čista steklovina, čisti reagenti in voda najvišje čistosti.

## Pufrski sistemi
Večino ločitev proteinov izvajajo z uporabo diskuntinuiranega (DISC) puferskega sistema, ki značilno izboljša ostrino in obliko lis v gelu. V prekinjenem gelskem sistemu se v zgodnji fazi elektroforeze oblikuje ionski gradient, ki povzroči, da se vsi proteini zberejo v eni ostri lisi. Nastanek ionskega gradienta je posledica izbire prave pH vrednosti, pri kateri so ioni v pufru le deloma nabiti v primerjavi s proteini, ki so prekriti z SDS. Take razmere zagotavljajo okolje, v katerem Kohlrauscheve reakcije določajo molarno prevodnost. Kot rezultat tega se s SDS prekriti proteini skoncentrirajo za več razredov v ozkem območju 19 μm v vsega nekaj minutah. Na tej stopnji vsi proteini potujejo z enako hitrostjo zaradi vpliva izotakoforeze. To se pojavi v območju gela, ki ima večje pore in tako matriks gela ne ovira potovanja med pojavom fokusiranja oziroma zbiranja. Ločevanje proteinov glede na velikost dosežemo v spodnjem, ločevalnem območju gela. Ločitveni gel ima običajno veliko manjše pore, kar vodi do presejalnega efekta, ki sedaj določa elektroforetsko mobilnost proteinov. Istočasno ima ločevalni del gela pH vrednost, pri kateri ioni v pufru nosijo v povprečju večji naboj, kar povzroči, da prehitijo proteine prekrite s SDS in tako izničijo ionski gradient ter obenem tudi pojav zbiranja.
Zelo razširjena različica diskuntinuiranega puferskega sistema je sistem  tris-glicina oziroma Laemmli sistem, ki omogoča zbiranje pri pH 6.8 in ločevanje pri vrednosti pH okoli 8.3-9.0. Pomanjkljivost  tega sistema je, da lahko te vrednosti pH spodbudijo nastanek disulfidnih povezav med cisteinskimi ostanki v proteinih, saj pKa cisteina znaša med 8 in 9, prav tako reducent, ki je prisoten v nanašalnem pufru, ne potuje skupaj s proteini. Nedavni napredki v puferski tehnologiji zmanjša ta problem z ločevanjem proteinov pri pH, ki je dosti nižja od pKa cisteina (npr. bis-tris, pH 6.5) in vključujejo reducente (npr. natrijev bisulfit), ki se premaknejo v gel pred proteini in tako vzdržujejo reducirajoče okolje. Dodatna prednost uporabe pufrov z nižjimi vrednostmi pH je, da je na ta način akrilamidni gel bolj obstojen pri nižjih pH vrednostih in ga tako lahko pred uporabo shranimo za daljše časovno obdobje.

## Gelska elektroforeza proteinov z gradientom SDS
Ko priključimo napetost, anioni (in negativno nabite molekule v vzorcu) potujejo proti pozitivni elektrodi (anodi) v spodnjem predelu. Vodilni ion je Cl- (visoka mobilnost in visoka koncentracija); glicinat je 'trailing ion' oz. zastajajoči ion (nizka mobilnost in nizka koncentracija). Delci SDS-protein ne potujejo prosto na meji med Cl- gelskega pufra in Gly- katodnega pufra. Friedrich Kohlrausch je odkril, da Ohmov zakon velja tudi za raztopljene elektrolite. Zaradi padca napetosti med klorovim in glicinskim pufrom, so proteini stisnjeni (zbrani) v mikrometer tanke plasti. Meja med obema se premika skozi gradient por in stisnjeni proteini se postopoma razpršijo zaradi povečanja navzkrižne odpornosti v matriksu gela. Zbiranje in razprševanje se pojavi nepretrgoma v gradientu gela za vsak protein na različni poziciji. Za popolno razpršitev proteinov mora koncentracija poliakrilamidnega gela preseči 16 %. Sistem Laemmli dveh gelov je preprost gradientni gel. Prekinjen pH pufrov nima vpliva na kvaliteto ločitve proteinov in gel za zbiranje proteinov z različnim pH ni potreben. 